# Ребека Брансон
Ребека Брансон (Вашингтон, 11. децембар 1981) је америчка кошаркашица која игра на позицији нападача, за клуб Минесота линкс, у оквиру Женске националне кошаркашке асоцијације. Пре професионалне каријере, кошарку је играла и на Универзитету Џорџтаун.

## Биографија
Брансонова је рођена у Вашингтону, 11. децембра 1981. године, а пре Универзитета Џорџтаун, похвађа је Оксон средњу школу у Мериленду. Након завршетка средње школе, завршила је и универзитет 2004. године, где је играла кошарку и била капитен свог тима. За женску кошаркашку репрезентацију Сједињених Држава играла је на Пан Ам играма, 2003. године. Брансонова је тренутно једина кошаркашица која је освојила 5. WNBA шампионата.
Основала је Фондацију 32, по броју дреса коју носи. Преко фондације Брансонова спонзорише спортске клубове и спортска удружења у Вашингтону.

### Колеџ статистика
Брансонова је током своје каријере кошаршкашице играла на колеџу за први тим свог универзитета, Џорџтаун.
| Година    | Тим      | ОУ  | Поени | ПШ%  | 3П%  | СБ%  | СПУ  | АПУ | УПУ | БПУ | ППУ  |
| --------- | -------- | --- | ----- | ---- | ---- | ---- | ---- | --- | --- | --- | ---- |
| 2000–2001 | Џорџтаун | 32  | 474   | 50.9 | –    | 56.3 | 9.2  | 0.7 | 1.8 | 0.9 | 14.8 |
| 2001–2002 | Џорџтаун | 18  | 272   | 48.1 | 8.3  | 67.0 | 8.5  | 0.6 | 1.9 | 1.1 | 15.1 |
| 2002–2003 | Џорџтаун | 29  | 481   | 46.3 | 43.8 | 67.0 | 10.7 | 1.5 | 2.0 | 1.8 | 16.6 |
| 2003–2004 | Џорџтаун | 28  | 535   | 48.5 | 18.2 | 60.8 | 12.0 | 1.3 | 1.7 | 1.8 | 19.1 |
| Каријера  | Џорџтаун | 107 | 1762  | 48.5 | 25.6 | 62.5 | 10.2 | 1.1 | 1.9 | 1.4 | 16.5 |

## WNBA каријера
Клуб Сакраменто монархс изабрао је Брансонову у првој рунди WNBA драфта 2004. године, као десети избор. За Сакраменто монархс играла је шест сезона, а након тога, а са њима је освојила и WNBA шампионат 2005. године. Била је водећа кошаркашица лиге са 3,9 офанзивних скоковима, док их је укупно постигла 130. у сезони тамичења 2007. године.
Након што јој је истекао уговор са клубом Сакременто монархс, прешла је у клуб Минесота линкс. Године 2011. постигла је рекорд WNBA такмичења, са шест узастопих двоструко дуплих кошева и била најбоља играчица јуна месеца женске националне кошаркашке асоцијације. Била је једина и прва играчица Миносете линкс која је освојила појединачну награду. Након тога позвана је у WNBA алстар, 2011. године и заменила повређену Кандас Паркер.
2013. године освојила је своју трећу лигашку WNBA титулу. Поново је играла за WNBA алстар, 2014. године. Одиграла је највећи број финалних утакмица у лиги WNBA у његовој историји. Са 19. одиграних финала, скинула је са првог места Тај Меквилијамс Френклин, која је одиграла 18. финала до 2014. године. Године 2015. Брансонова је освојила четврти пут лигу, овај пут са тимом Минесота линкс, победивши Индијану февер у пет утакмица.
Након изгубљенон финала од Лос Анђелес спаркса, Брансонова је изабрана за WNBA алстар 2017. године, заменивши овређену Бритни Грајнер и тако забележила своје четврто појављивање у алстар утакмицама. Од 2017. године постала је најбоља кошаркашица WNBA лиге свих времена у офанизивним скоковима. Након тога, у сезони 2017. године, постала је и први играч и историји WNBA који је освојио 5. шампионата те лиге.

## Каријера у Европи
За време паузе у WNBA лиги, Брансонова је играла за италијански кошаркашки клуб Таранто из истоименог града, за Динамо Москву из Русије, за Дексиа намур, професионални клуб из Белгије и за Надежда, тим из Оренбурга, такође из Русије. За УСК Праг је играла у финалу чешке лиге победивши БК Брно и освојивши Женску евролигу топ. 16. Такође, била је члан клуба Динамо Кирск, заједно са својом колегиницом Симон Аугустус, са којим је играла у Минесоти линкс од 2013. до 2016. године.

## Каријера у репрезентацији
Брансонова је позвана да игра за женску кошаркашку репрезентацију Сједињених Америчких Држава, 2003. године на Пан Ам играма. Њен тим изгубио је од репрезентација Кубе, али је наредних пет утакмица победио. Великим бројем победа стигли су до финала, у којем су изгубили од Кубе резултатом 75-64 и тако узели сребрну медаљу. Брансонова је имала 57 процената шутева из игре и завршила као најбоља играчица свог тима.

## WNBA статистика каријере
| † | Година када је Брансонова освојина WNBA шампионат |

| Сезона   | Екипа              | ОУ  | СУ  | МПУ  | ПШ%  | 3П%   | СБ%  | СПУ  | АПУ | УПУ | БПУ | ППУ  |
| -------- | ------------------ | --- | --- | ---- | ---- | ----- | ---- | ---- | --- | --- | --- | ---- |
| 2004     | Сакраменто монархс | 34  | 1   | 14.5 | 42,1 | 00,0  | 71,7 | 3.6  | 0.6 | 0.6 | 0.3 | 4.4  |
| 2005†    | Сакраменто монархс | 34  | 16  | 21.2 | .427 | .000  | .598 | 5.5  | 0.5 | 0.8 | 0.4 | 7.8  |
| 2006     | Сакраменто монархс | 34  | 17  | 17.7 | .461 | .000  | .587 | 5.6  | 0.5 | 0.6 | 0.4 | 6.8  |
| 2007     | Сакраменто монархс | 33  | 29  | 28.2 | .473 | .000  | .686 | 8.9  | 0.7 | 1.3 | 0.9 | 11.5 |
| 2008     | Сакраменто монархс | 30  | 30  | 26.0 | .500 | .000  | .671 | 7.1  | 0.4 | 1.2 | 0.6 | 10.9 |
| 2009     | Сакраменто монархс | 27  | 17  | 24.6 | .486 | .000  | .783 | 7.0  | 0.3 | 1.4 | 0.5 | 12.3 |
| 2010     | Минестота линкс    | 30  | 30  | 30.5 | .429 | .000  | .663 | 10.3 | 0.8 | 1.2 | 0.9 | 11.3 |
| 2011†    | Минестота линкс    | 34  | 34  | 27.6 | .511 | .000  | .667 | 8.9  | 1.2 | 0.8 | 0.5 | 10.2 |
| 2012     | Минестота линкс    | 31  | 31  | 27.0 | .505 | .000  | .679 | 8.9  | 1.2 | 1.1 | 0.9 | 11.4 |
| 2013†    | Минестота линкс    | 33  | 33  | 29.2 | .497 | 1.000 | .636 | 8.9  | 1.5 | 1.2 | 0.8 | 10.6 |
| 2014     | Минестота линкс    | 11  | 11  | 27.5 | .395 | .000  | .714 | 8.2  | 1.5 | 0.2 | 0.7 | 7.2  |
| 2015†    | Минестота линкс    | 34  | 34  | 27.8 | .457 | .000  | .831 | 8.1  | 1.8 | 1.1 | 0.7 | 7.8  |
| 2016     | Минестота линкс    | 33  | 33  | 24.6 | .477 | .000  | .857 | 7.3  | 1.8 | 0.9 | 0.2 | 7.4  |
| 2017†    | Минестота линкс    | 30  | 30  | 26.9 | .449 | .348  | .711 | 6.7  | 1.5 | 1.1 | 0.4 | 10.2 |
| Каријера | 14 година, 2 тима  | 428 | 343 | 25.0 | .469 | .321  | .692 | 7.4  | 1.0 | 1.0 | 0.6 | 9.3  |

#### Плеј-оф
| Сезона   | Екипа              | ОУ | СУ | МПУ  | ПШ%  | 3П%  | СБ%   | СПУ  | АПУ | УПУ | БПУ | ППУ  |
| -------- | ------------------ | -- | -- | ---- | ---- | ---- | ----- | ---- | --- | --- | --- | ---- |
| 2004     | Сакраменто монархс | 6  | 0  | 13.3 | .350 | .000 | .714  | 2.8  | 0.5 | 0.3 | 0.6 | 3.2  |
| 2005†    | Сакраменто монархс | 8  | 8  | 34.3 | .446 | .000 | .455  | 5.5  | 1.3 | 0.6 | 0.5 | 6.9  |
| 2006     | Сакраменто монархс | 9  | 0  | 17.1 | .333 | .000 | .643  | 3.6  | 0.6 | 0.3 | 0.6 | 6.0  |
| 2007     | Сакраменто монархс | 3  | 3  | 29.3 | .613 | .000 | .700  | 6.3  | 0.3 | 1.0 | 1.6 | 15.0 |
| 2011†    | Минестота линкс    | 8  | 8  | 30.6 | .473 | .000 | .781  | 10.8 | 1.5 | 0.8 | 0.6 | 11.9 |
| 2012     | Минестота линкс    | 9  | 9  | 33.7 | .489 | .000 | .792  | 9.7  | 1.2 | 0.7 | 1.4 | 11.9 |
| 2013†    | Минестота линкс    | 7  | 7  | 32.5 | .509 | .000 | .692  | 10.1 | 2.3 | 0.7 | 0.8 | 10.6 |
| 2014     | Минестота линкс    | 5  | 5  | 29.0 | .417 | .000 | 1.000 | 7.0  | 1.4 | 1.4 | 0.6 | 6.8  |
| 2015†    | Минестота линкс    | 10 | 10 | 29.5 | .435 | .000 | .650  | 7.2  | 1.7 | 1.2 | 0.5 | 5.3  |
| 2016     | Минестота линкс    | 8  | 8  | 29.2 | .473 | .000 | .792  | 6.5  | 2.5 | 1.2 | 0.6 | 8.9  |
| 2017†    | Минестота линкс    | 8  | 8  | 27.9 | .361 | .111 | .793  | 6.0  | 1.6 | 1.1 | 0.5 | 9.5  |
| Каријера | 11. година, 2 тима | 81 | 66 | 27.0 | .447 | .091 | .726  | 7.0  | 1.4 | 0.9 | 0.7 | 8.4  |

## Спољашне везе
- Профил на сајту WNBA